# Вржосек, Сергей Карлович
Сергей Карлович Вржосек (27 ноября (9 декабря) 1867, Москва — 30 октября 1957, Ленинград) — юрист, адвокат, литератор.

## Биография
Сын личного дворянина К. Вржосека (польский род герба Лелива). Окончил Александровский кадетский корпус и Константиновское военное училище, откуда в 1888 г. был выпущен офицером в Динаминдск (Усть-Двинск). В 1892 г. Александровская военно-юридическая академия в Петербурге[уточнить]. Юрист, литератор, с 1907 г. — присяжный поверенный (адвокат).
Социал-демократ, с 1896 г. стал принимать участие в деятельности «Союза борьбы за освобождение рабочего класса». В Швейцарии виделся с Плехановым, Засулич, Тепловым и другими. В 1901 году разоблачил провокатора, агента Петербургского охранного отделения, П. Э. Панкратьева, после чего 18 апреля 1901 года был вместе с другими представителями радикальной интеллигенции (члены редакций «Жизни» и «Русского Богатства», адвокаты, врачи и т. д.) арестован и, просидев около полугода в тюрьме, выслан на 3 года в Астрахань. 20 мая 1904 года вновь арестован и привлечён по делу Астраханского комитета РСДРП. Позже участвовал по защите в военных судах и судебных палатах в делах о вооруженных восстаниях и партийных организациях. В IV Государственной Думе он выступает в качестве кандидата Трудовой группы. Защищал на процессах Ленина и Сталина, выиграл оба процесса, те оставались с ним в тёплых отношениях.
Во время революции 1917 года участвовал в Государственном совещании и Демократическом совещании, был членом Предпарламента. Занимал позицию в духе «Воли народа» и «Единства», входил в группу «старых революционеров», к которой принадлежали Плеханов, Брешко-Брешковская, Аргунов, Кропоткин и др.
Работал в области истории литературы и критики, сотрудничал со «Звездой», выпустил книгу «Жизнь и творчество В. Вересаева» и написал ряд статей к книгам Государственного издательства по русской и иностранной литературе. Псевдонимы — Смоленский, Варяжский.

## Семья
- Первая жена — Ирина (Рена) Анатольевна Бонч-Осмоловская, хирург, дочь народников А. О. и В. И. Бонч-Осмоловских. 
  - Сын — Игорь Бонч-Осмоловский (1912—1967)
  - Дочь — Кира Бонч-Осмоловская (1914—1975).
- Вторая жена — Любовь Павловна[4] ?